# 吉福德鎮區 (阿肯色州溫泉縣)
吉福德鎮區（英語：Gifford Township）是位於美國阿肯色州溫泉縣的一個行政鎮區。

## 地方資料
吉福德鎮區的面積為45.77平方千米，當中陸地面積為45.72平方千米，而水域面積為0.05平方千米。根據2010年美國人口普查的數據，當地共有人口1354人，而人口密度為每平方千米29.58人。